# Daniel Schmidt (Fußballspieler, 1992)
Daniel Yuji Yakubi Schmidt (jap. シュミット・ダニエル; * 3. Februar 1992 in Illinois, USA) ist ein japanischer Fußballtorhüter, der auch die US-amerikanische Staatsbürgerschaft besitzt.

## Familie
Schmidt wurde als Sohn einer japanischen Mutter und eines US-amerikanischen Vaters, der deutsche Vorfahren hat, im US-Bundesstaat Illinois geboren. Ab seinem zweiten Lebensjahr wuchs er im japanischen Sendai auf.

## Karriere

### Verein
Schmidt spielte in der Jugend für die Chūō-Universität. Er begann seine Karriere bei Vegalta Sendai. 2014 und 2015 wurde er an Roasso Kumamoto ausgeliehen. 2016 wurde er an Matsumoto Yamaga FC ausgeliehen. 
Zur Saison 2019/20 wechselte Schmidt zum belgischen Erstdivisionär VV St. Truiden. Es handelte sich dabei um seinen ersten Vertrag in Europa. In der ersten Saison war er im Tor fest gesetzt. Nach seinen ersten 20 Ligaspielen und zwei Pokalspielen zog er sich jedoch eine Oberschenkelverletzung zu und konnte daher bis zum Abbruch der Saison infolge der COVID-19-Pandemie nicht mehr eingesetzt werden, so dass er nur auf 20 von 29 möglichen Ligaspielen kam. In der nächsten Saison wurde er aufgrund dieser Verletzung erst ab Ende Oktober 2020 eingesetzt und stand daher bei 24 von 34 Ligaspielen im Tor.
In der Saison 2021/22 waren es 31 von 34 Ligaspielen. Auch in der Saison 2022/23 wurde er bei 31 von 34 Ligaspielen eingesetzt. Dazu kamen in dieser Saison zwei Pokalspiele. In der nächsten Saison wurde er nur bei den ersten vier Ligaspielen eingesetzt. Insgesamt blieb er bei 33 Ligaspielen und zwei Pokalspielen ohne Gegentor.
Ende Dezember 2023 wurde sein Vertrag beim VV St. Truiden einvernehmlich aufgelöst, und Schmidt unterschrieb einen neuen Vertrag beim Ligakonkurrenten KAA Gent mit einer Laufzeit bis zum Ende der Saison 2023/24. Dort bestritt er bis zum Ende der Saison neun von 20 möglichen Ligaspielen und ein Pokalspiel. In der Saison 2024/25 kam er einmal zum Einsatz.
Im Januar 2025 kehrte er nach Japan zurück. Hier unterschrieb er in Nagoya einen Vertrag beim Erstligisten Nagoya Grampus.

### Nationalmannschaft
Am 16. November 2018 debütierte Schmidt für die japanische Fußballnationalmannschaft in einem Freundschaftsspiel gegen Venezuela. Er gehörte zum Kader bei der Asienmeisterschaft 2019, stand aber nur im Gruppenspiel gegen Usbekistan im Tor. Japan war schon vor diesem Gruppenspiel für das Achtelfinale qualifiziert.
Bei der Weltmeisterschaft 2022 gehörte er zum japanischen Kader, wurde aber nicht eingesetzt. Das Gleiche galt bei der Anfang 2024 ausgetragenen Asienmeisterschaft 2023.